# 阪急800系電車

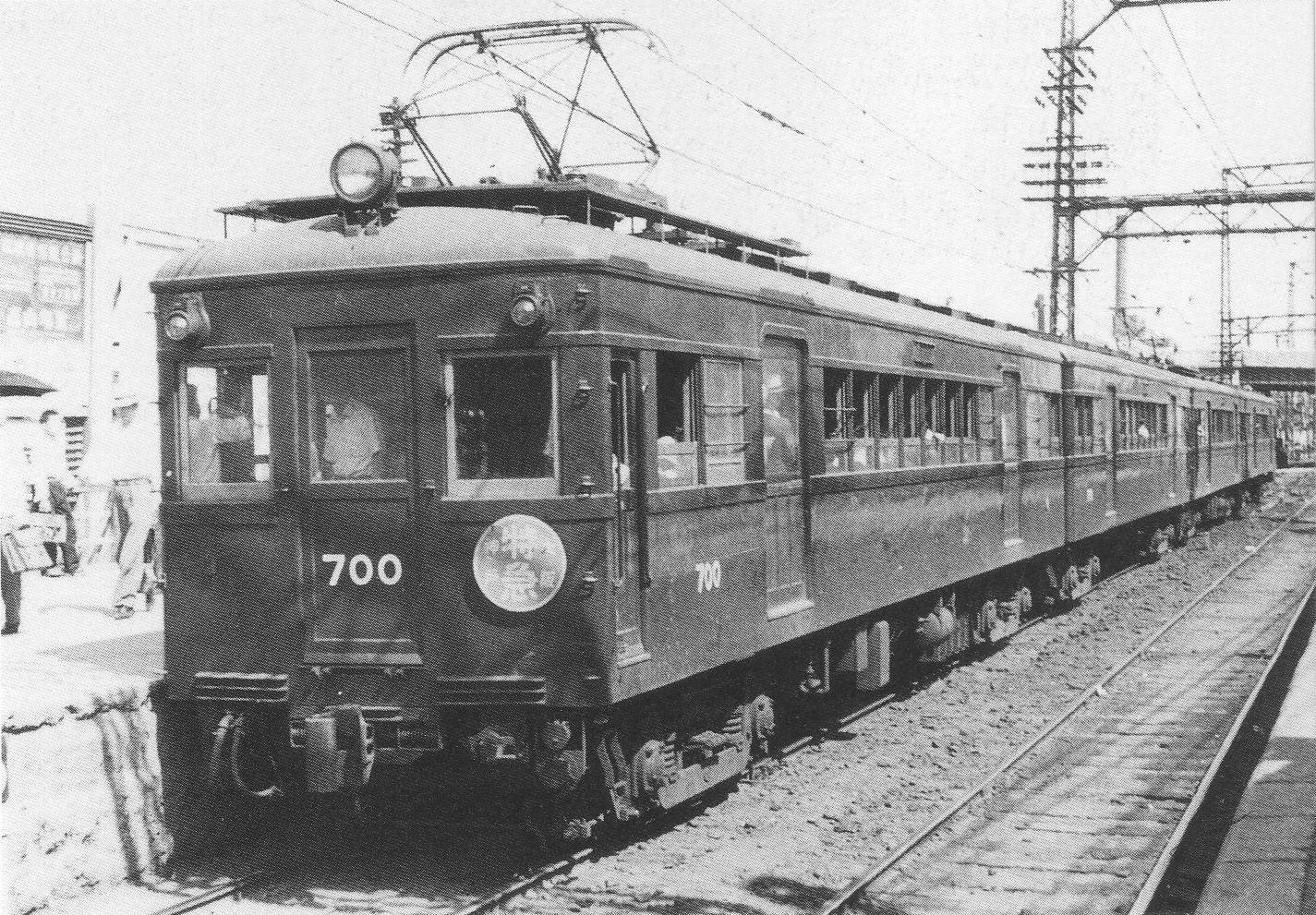
登場時の700（のち800）

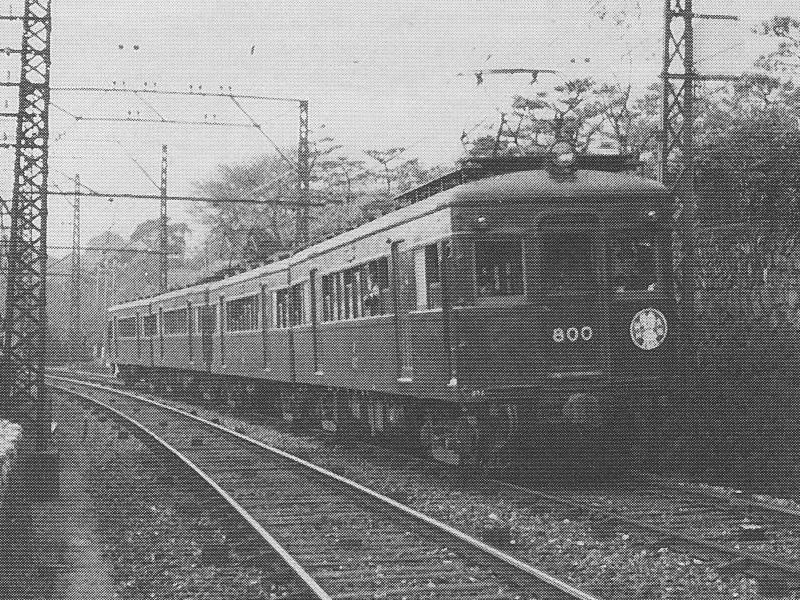
800（1955年10月）

阪急800系電車（はんきゅう800けいでんしゃ）は、京阪神急行電鉄が1949年に導入した通勤形電車である。920系に続く神戸線用車両で、当初は700系として竣工した。一部の車両は阪急で初となる架線電圧600V/1500Vの両区間を直通できる複電圧車両に改造され、神戸-京都間に新設された直通特急に充当された実績がある。

## 920系の最終増備車
第二次世界大戦後の阪急では、神戸線向けに事故車・戦災車の改造名義で920系の最終増備車943形を導入した。800系は943形に続く神戸線用の新造車として投入され、1949年から1950年にかけて14両がナニワ工機で製造された。550形・700系の運輸省規格車体から離脱し、独自の設計が採用された。
登場当初の形式は700系であったが、京都線の700系との車番重複のため1950年に800系に変更されている。

## 概要

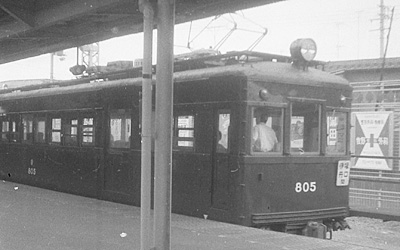
非貫通の805

1949年8月製造の1次車は、Mc車700-704・Tc車750-754の10両が半鋼製車体で竣工、1950年4月に車番が800-804・850-854に変更された。1950年6月には805-855・806-856の4両が増備され、前面非貫通の全鋼製車となった。この増備車グループは805形と称される。
半鋼製車体で前面貫通扉付きの1次車に対し、2次車では全鋼製車体で前面非貫通構造となるなど、製造両数は14両と少ないながらも異なる面が見受けられる。こうしたことから、1次車を800形、2次車を805形と呼ぶことがある。項目ごとの概要については以下のとおり。

### 車体
スタイルは920系を継承しているが、連結部は切妻となり、車幅は50mm拡張された。920系6次車で採用された片隅式運転台は、本形式では再び全室型に戻されている。屋根中央には920系同様ランボードが設置されたが、ベンチレータの形状は電動車と制御車で異なり、電動車はガーランド形を、制御車は押し込み式を採用している。
2次車は、屋根は木製ながらも車内の内張りが金属となり、窓枠の四隅のRが復活した。この他、乗務員室と客室との間に仕切扉が設置されたほか、電動車の屋根ベンチレータも、押し込み式に戻されている。
2次車の大きな特徴は、前面が非貫通となったことである。後に登場した610系・210系の両形式とは異なり、中央窓のウインドヘッダーが上部に突出しているほか、中央窓が左右窓より大きいなど、容易に貫通扉取り付け改造ができるようになっている。2次車の正面非貫通構造については、当時流行の国鉄の湘南形への迎合の表われであるとの考察がなされている。

### 主要機器
台車及び電装機器は、920系と同一ないしは同等のものを使用することとなった。台車は住友金属工業製鋳鋼台車のKS-33Lを履き、モーターは1時間定格出力170kWの東芝SE-151を4基搭載、制御器は同じく東芝製のPC-2Bを搭載した。ブレーキはAMA自動空気ブレーキである。したがって、920系と同一グループとしての運用が可能であり、最終期に至るまで920系と共通運用されることが多かった。

## 直通特急への充当

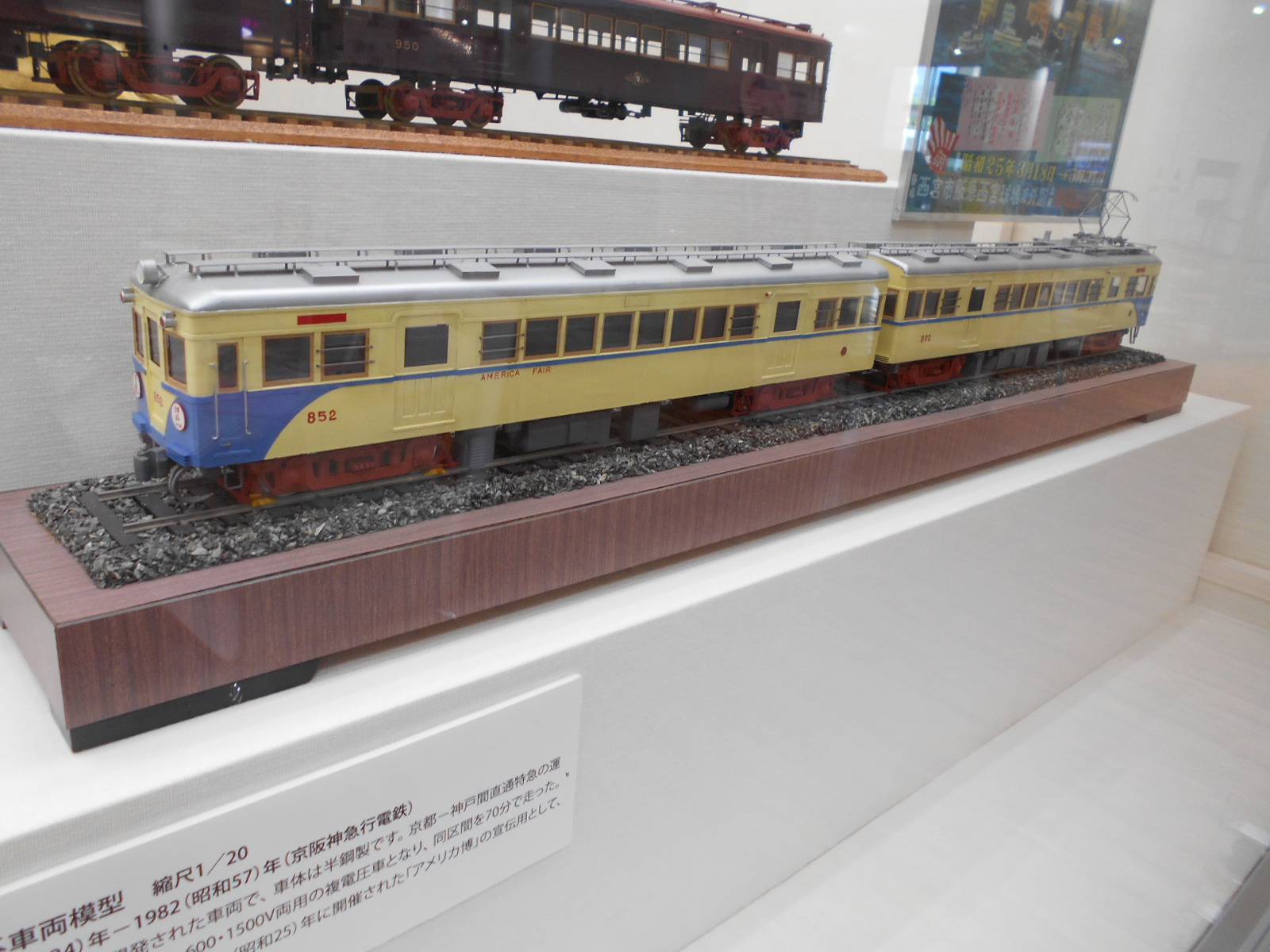
アメリカ博塗装が施された800系の模型

京阪神急行電鉄は1949年12月1日に京阪電気鉄道を分離したが、その直後の12月3日より神戸 - 京都間を結ぶ直通特急の運転を開始した。1948年末に神戸港に寄港した外国人観光客から京都への直通運転を要望されたことが直通運転のきっかけとなり、1949年11月に新製間もない702-752・703-753の2編成が西宮車庫で600V/1500Vの複電圧仕様車に改造された。直通特急は神戸 - 京都間を70分で走り、神戸線と京都線が一体であるとのアピールも図られた。
複電圧の方式は、主電動機を700・750形に2台ずつ装備したMc-Mcの編成とし、600V区間では電気的に並列に、1500V区間では直列に接続する、いわゆる「おしどり方式」で対応された。運転は全区間を神戸線の乗務員が担当した。
また、750形には、神戸線所属車では初の電動発電機を装備し、低圧の補助電源を確保したほか、主回路ならびに高圧補助機器の電圧切替を行うための電圧転換器を装備した。電圧切替は十三駅京都側に無電圧区間を設け、十三駅停車中に乗務員が駅長から電圧切替ハンドルを受け取って切替操作を行った。このハンドルは600V用と1500V用の2種類があって、穴の形状も前者が三角、後者が四角であり、運転台の電圧表示灯もハンドル操作によって600Vでは赤三角が、1500Vでは緑四角が点灯した。
753のみ試運転期間中はサロンルーム的な車内に改造し、リクライニングシートなどを配置していたが、営業開始前に元のロングシートに戻された。
1950年3月、阪急西宮球場周辺で開催されたアメリカ博覧会の宣伝のため、801 - 803の3編成が黄色と空色の塗装となった。
直通特急の第二弾として、1950年3月21日からは京都と宝塚を西宮北口経由で結ぶ特急（のちの「歌劇号」）の運転を開始、神京特急との共通運用が行われた。しかし800系の複電圧車は2編成のみのため車両運用に困難が生じ、車内もロングシートでサービス面で劣ることから、新造クロスシート車の810系に置き換わり、800系の直通特急運用は消滅した。803-853は1951年4月に600V専用車に復元されたが、802-852は1955年10月まで複電圧車のまま残された。
1954年10月10日から12月19日にかけて実施された西宮北口駅構内配線改良工事の際には、802-852が810系とともに宝塚線経由で運転された京都-宝塚間直通特急の運用に充当されている。

## 一般運用

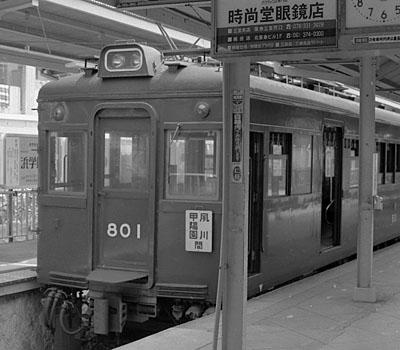
801

直通特急以外の運用であるが、登場直後の1次車は、神戸線の特急から普通までの各列車において本形式同士の組み合わせで2両ないし4両編成で運用された。2次車については、登場直後こそ単独の2両編成で運行されたこともあったが、早い段階で920系とペアを組み、4両編成で使用される事が殆どとなった。
1次車も神戸線の各列車の編成両数が3・4両と長くなるにつれて、900形・920系と同一グループで使用されるようになり、900形を大阪側に連結した3両編成も見られるようになった。1953年4月のダイヤ改正で特急が昼間時10分間隔に増発のうえ全列車4両編成で運転されるようになると、本形式は特急の主力として運用されることが多くなった。
非貫通の2次車は貫通扉の設置が検討されたが、工事は施工されずに920系との混結で対処され、4両が常に先頭に出る805-955+925-855および806-956+926-856の2編成が組成された。
一方、複電圧車両の予備車として残された802-852であるが、複電圧車時代は他車との連結ができず、600V専用車に戻ってからも1次車では浮いた存在になってしまい、のちには同じように中途半端な存在となっていた810系の822-872と編成を組んで使用されることが多くなった。また、1,2次車とも900形や920系同様1950年代前半の今津線や1950年代後半から1960年代前半にかけての伊丹線といった神戸線の支線区において2両編成で運用されたこともある。
1959年11月から神戸線の特急・急行において5両編成での運行を開始すると、1次車は4両編成の先頭に900形を連結することが多くなり、先頭に立つ機会が減少した。2次車はペアを組んだ920系の中間に900形を組み込んで、2+1+2の5両編成を組成した。1962年には特急が全列車5両編成化されるとともに、一部の列車が6両編成化された。本形式をはじめ900・920・810といった吊り掛け駆動車も試行的に6両編成を組成したが、神戸線では運転速度が高いことからブレーキ操作に難があったために乗務員に嫌われてしまい、数日で編成を解かれてしまった。その後810系を中心に旧型車は断続的に6両編成を組むこともあったが、当面5両編成で運用されることとなった。1964年には神戸線の本線運用が全列車5両ないしは6両編成化され、1965年1月ごろには、914+822-872+804-854と、本形式と900形・810系の混成5両編成を組んでいたこともある。

## 昇圧以後

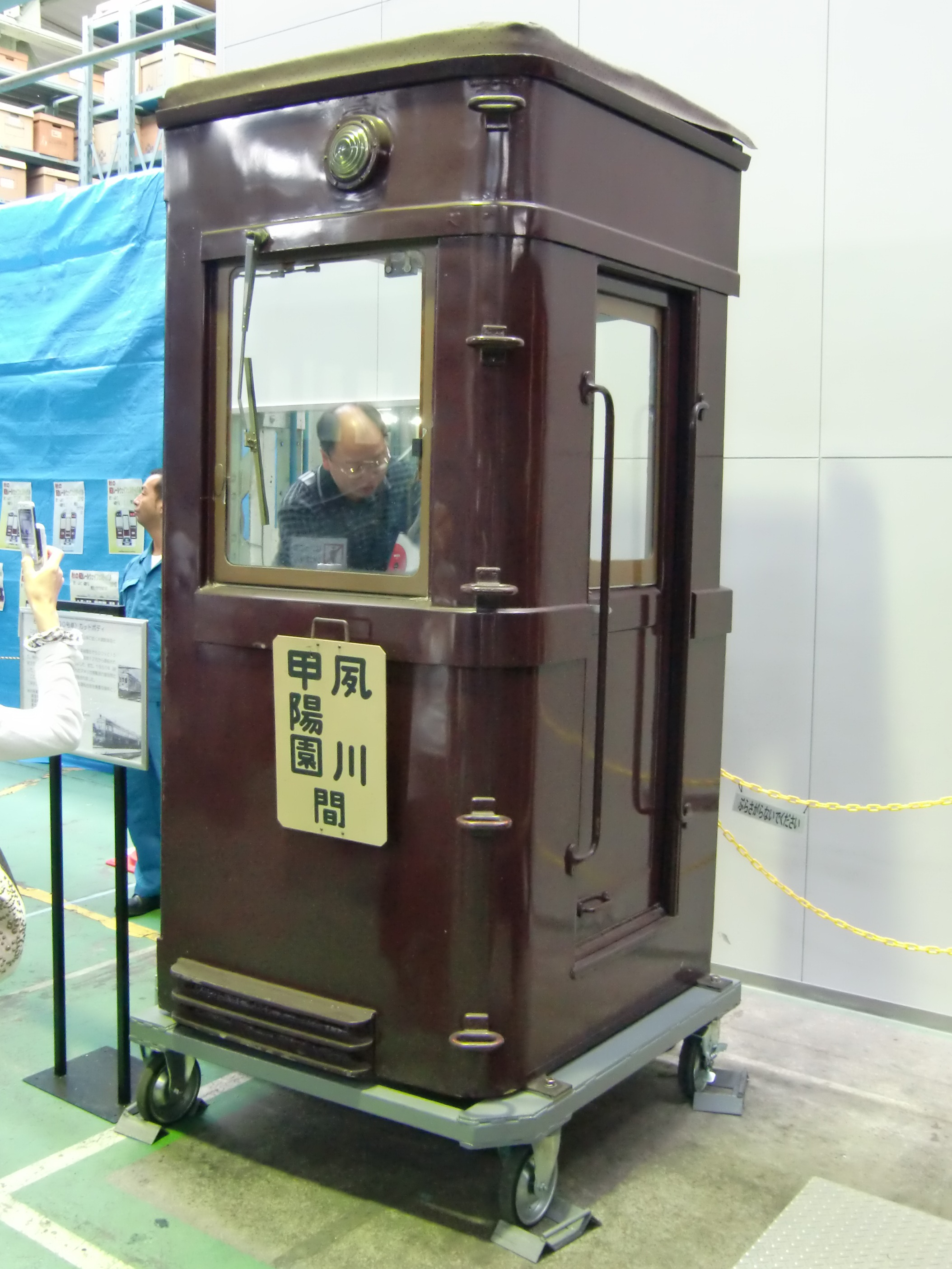
804（説明板では800）の運転台（2010.10.24正雀工場内の阪急ミュージアムにて撮影）

1960年代後半に予定されていた神宝線の架線電圧600Vから1500Vへの昇圧に際しては、本形式は昇圧対応工事の対象車となり、併せて長編成化に対応するためのブレーキ改造と、車内が半鋼製であった1次車については更新工事が1965年ごろから1967年にかけて実施されることとなった。
1次車の更新工事の内容であるが、半鋼製の車内を全鋼に変更し、運転台拡張・踏切事故対策としての前面の強化や窓枠の軽金属化が行われ、屋根周辺についても、ランボードの撤去をはじめ、雨樋の取り付けや2000系以降と同タイプの前照灯シールドビーム2灯化などが行われ、外観は大きく変化した。一方、2次車は更新改造を施工されなかったが、のちに客用扉の交換などといった整備は行われている。ブレーキ装置は全車HSC電磁直通空気ブレーキ装置に改造された。
更新改造後、シールドビーム化によって保安面での信頼性が高くなった1次車と、先頭車以外での使用が困難な2次車が揃った800系は、本線の先頭車として重用されることになり、920系や900形を中間に組み込んで6・7両編成の先頭に立つ姿が多く見られた。このため、大阪寄の先頭車となる800形は、ドア間座席の短縮化工事が行われ、窓5枚分の座席しかない車両も存在した。
昇圧後の神戸線では吊り掛け駆動車の特急運用がわずかながら残っていたが、1968年4月7日の神戸高速鉄道開業に際して特急全列車の三宮以西直通化により消滅、神戸線では三宮折り返しの急行・普通運用が主体となった。宝塚線昇圧の際には、1・2次車共に宝塚線に転属し、その後神戸線に戻ったものの、1次車の一部は、宝塚線でも使用されるようになった。
1970年代中頃に入っても、800系は801・804・805・806の各編成が7両編成を組まれて、神戸・宝塚線で先頭車として使用されていたが、既に旧型車の優等列車運用は減少しており、普通運用が主体となった。1976年には2次車の2本が920系と差し替えられて今津線に転出し、残る1次車2本のうち、804Fは1977年春に900形3両を外して4連化された上で今津線に転出した。また宝塚線に残った801Fについても、ほぼ同じ頃に4連化されて支線に転出し、本線での運用を終了した。その後は今津線と箕面線、伊丹線で使用された。
1978年、未更新の2次車より廃車が始まり、1978年4月20日付で806-856が、1979年3月31日付で805-855が廃車された。残った1次車は、新たに甲陽線において3両編成で運用を開始されたが、1981年から廃車が開始され、1982年3月の甲陽線での運用を最後に、同線で運用されていた920系943-938-973の3両編成とともに運用終了し廃車、系列消滅した。
804の運転台部分のみ、1981年4月より宝塚ファミリーランド内の電車館に展示されたが、閉園後は正雀工場に保管されている。

## 登場する作品
- 黒い海峡 - 1964年、日活製作。監督江崎実生、主演石原裕次郎[22]。

槙明夫（石原裕次郎）が、三宮駅（当時）から逃げる大貫哲次（中谷一郎）を六甲駅（改良前の2面4線時代）で追い詰めるも、あと一歩で取り逃がしてしまう。槙が六甲駅で大貫を見送った車両は855であり、またホームに入線するシーンでは同じく805（画像参照）が映し出されている。